# Salida (Californie)
Salida est une census-designated place du comté de Stanislaus, dans l'État de Californie, aux États-Unis,. En 2020, elle compte une population de 13 886 habitants.